# Hannah Murray
Hannah Murray (Bristol, Anglia, 1989. július 1. –) angol színésznő.
Egyik legismertebb szerepe Cassie Ainsworth volt az E4 csatorna Skins című tinisorozatában. A sorozatban 2007-től 2008-ig szerepelt, összesen 17 epizód erejéig. Ő játszotta továbbá Szegfűt az HBO Trónok harca című fantasysorozatában.

## Gyermekkora
1989. július 1-jén született Bristolban. Szülei egyetemi oktatók, Hannah Queens's College-ba járt Cambridge-ben.

## Színészi pályafutása
Első televíziós szereplése az E4 csatorna, Skins című, tinikről szóló vígjáték-drámasorozatában volt. Cassie-t, egy szelíd, ámde önpusztító tinilányt alakította, aki étkezési rendellenességgel és tisztázatlan szellemi betegséggel rendelkezik. A legtöbb szereplővel együtt ő is távozott a sorozatból a 2. évad végén. (2008. március 29.)
A 2007-es NME Awards-on sorozatbeli kollégájával, Mike Bailey-vel adta át a legjobb szóló előadónak járó díjat.
2008 májusában szerepet kapott a That Face című darabban, amely egy West End produkció és a Duke of York's Theatre-ben játszották. Szintén ebben az évben kapott egy kisebb szerepet az Erőszakik című filmben, ám a végleges változatból törölték a jelenetét.
2008 augusztusában Agatha Christie egyik novellájának, a Why Didn't They Ask Evans?-nek (Miért nem szóltak Evansnek?) filmes adaptációjában tűnt fel.
2010-ben két filmben szerepelt: Enda Walsh Chatroom című adaptációjában és Benedek Fliegauf angol nyelvű, Womb – Méh című debütálásában. Ebben a filmben partnere Matt Smith, aki korábban már dolgozott együtt a színésznővel a That Face című darabban és az Erőszakik című filmben.
2012–2019 között egy Szegfű nevű lányt alakított az HBO Trónok harca című fantasysorozatában.

## Filmográfia

### Film
| Év   | Magyar cím                            | Eredeti cím         | Szerep            | Megjegyzések                     |
| ---- | ------------------------------------- | ------------------- | ----------------- | -------------------------------- |
| 2008 | Erőszakik                             | In Bruges           | prostitulált      | törölt jelenet                   |
| 2010 | Womb – Méh                            | Womb                | Monica            |                                  |
| 2010 |                                       | Chatroom            | Emily             |                                  |
| 2011 |                                       | Wings               | Ellie             | rövidfilm                        |
| 2012 | Éjsötét árnyék                        | Dark Shadows        | hippilány         |                                  |
| 2012 | A gyermekkor vége                     | Little Glory        | Jessica           | magyar hangja Bogdányi Titanilla |
| 2013 | Védelmi kód                           | The Numbers Station | Rachel Davis      |                                  |
| 2014 |                                       | God Help the Girl   | Cassie            |                                  |
| 2015 |                                       | Lily & Kat          | Kat               |                                  |
| 2015 | Bridgend – Az öngyilkosság anatómiája | Bridgend            | Sara              |                                  |
| 2016 |                                       | El elegido          | Sylvia Ageloff    |                                  |
| 2017 | Detroit                               | Detroit             | Julie Hysell      |                                  |
| 2018 |                                       | Charlie Says        | Leslie Van Houten |                                  |

### Televízió
| Év        | Magyar cím              | Eredeti cím              | Szerep           | Megjegyzések                                                                                |
| --------- | ----------------------- | ------------------------ | ---------------- | ------------------------------------------------------------------------------------------- |
| 2007–2013 | Skins                   | Skins                    | Cassie Ainsworth | főszereplő (19 epizód)                                                                      |
| 2009      | Agatha Christie: Marple | Agatha Christie's Marple | Dorothy Savage   | - 1 epizód - magyar hangja: - Vadász Bea                                                    |
| 2010      |                         | Above Suspicion          | Emily Wickenham  | 2 epizód                                                                                    |
| 2012–2019 | Trónok harca            | Game of Thrones          | Szegfű (Gilly)   | - visszatérő szereplő (2-3. évad) - főszereplő (4-8. évad) - magyar hangja: - Laudon Andrea |
| 2020      |                         | The Expecting            | Cara             | főszereplő (4 epizód)                                                                       |

## Fordítás
- Ez a szócikk részben vagy egészben  a   Hannah Murray című angol Wikipédia-szócikk fordításán alapul.  Az eredeti cikk szerkesztőit annak laptörténete sorolja fel. Ez a jelzés csupán a megfogalmazás eredetét és a szerzői jogokat jelzi, nem szolgál a cikkben szereplő információk forrásmegjelöléseként.